# Polom, Rychnov nad Kněžnou
Polom là một làng thuộc huyện Rychnov nad Kněžnou, vùng Královéhradecký, Cộng hòa Séc.